# Linia kolejowa Torino – Genova Brignole
Linia kolejowa Turyn – Genua – główna włoska linia kolejowa, łącząca miasta Turyn i Genua. Ma długość 169 km. Przebiega przez dwa regiony: Piemont i Ligurię.